# François-Marius Granet

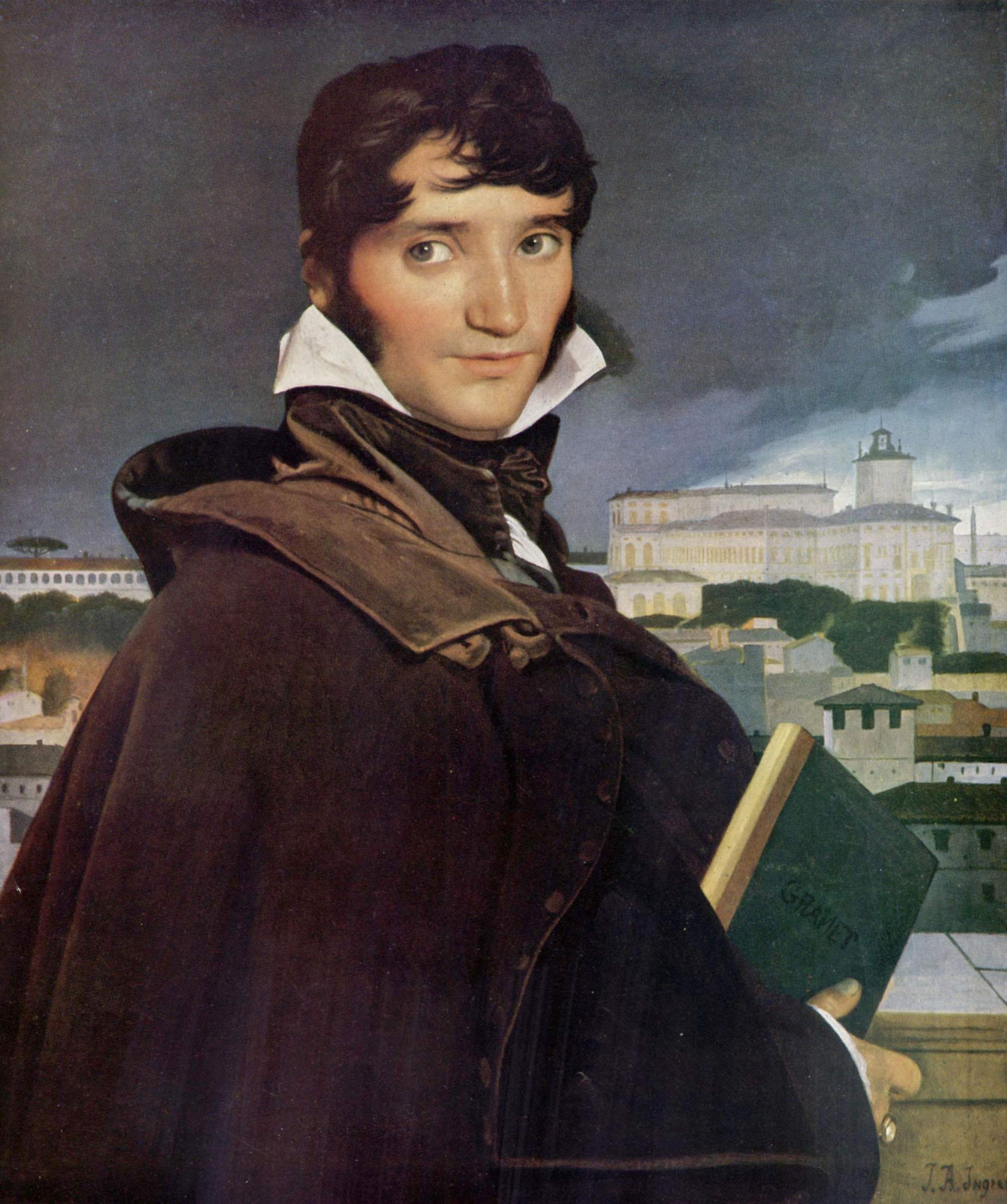
Porträt François-Marius Granet von Ingres (1807)

François-Marius Granet (* 17. Dezember 1775 in Aix-en-Provence; † 21. November 1849 in Malvalat/Aix-en-Provence) war ein französischer Landschafts-, Genre- und Historienmaler des Klassizismus und der Romantik. Von 1826 bis 1846 war er als Konservator im Louvre tätig.

## Leben

### Kindheit und Ausbildung (1775–1802)
Granet wuchs als Sohn eines Maurermeisters in der südfranzösischen Stadt Aix-en-Provence auf. Dort besuchte er das Atelier des Landschaftsmalers Jean-Antoine Constantin und lernte das Malen nach der Natur. Im Atelier lernte er auch den Grafen Auguste de Forbin kennen, dessen Freundschaft entscheidend für Granet Karriere war und der sein Mäzen wurde. 1794 ging Granet nach Toulon und war dort für einige Zeit als Dekorationsmaler am Arsenal tätig.

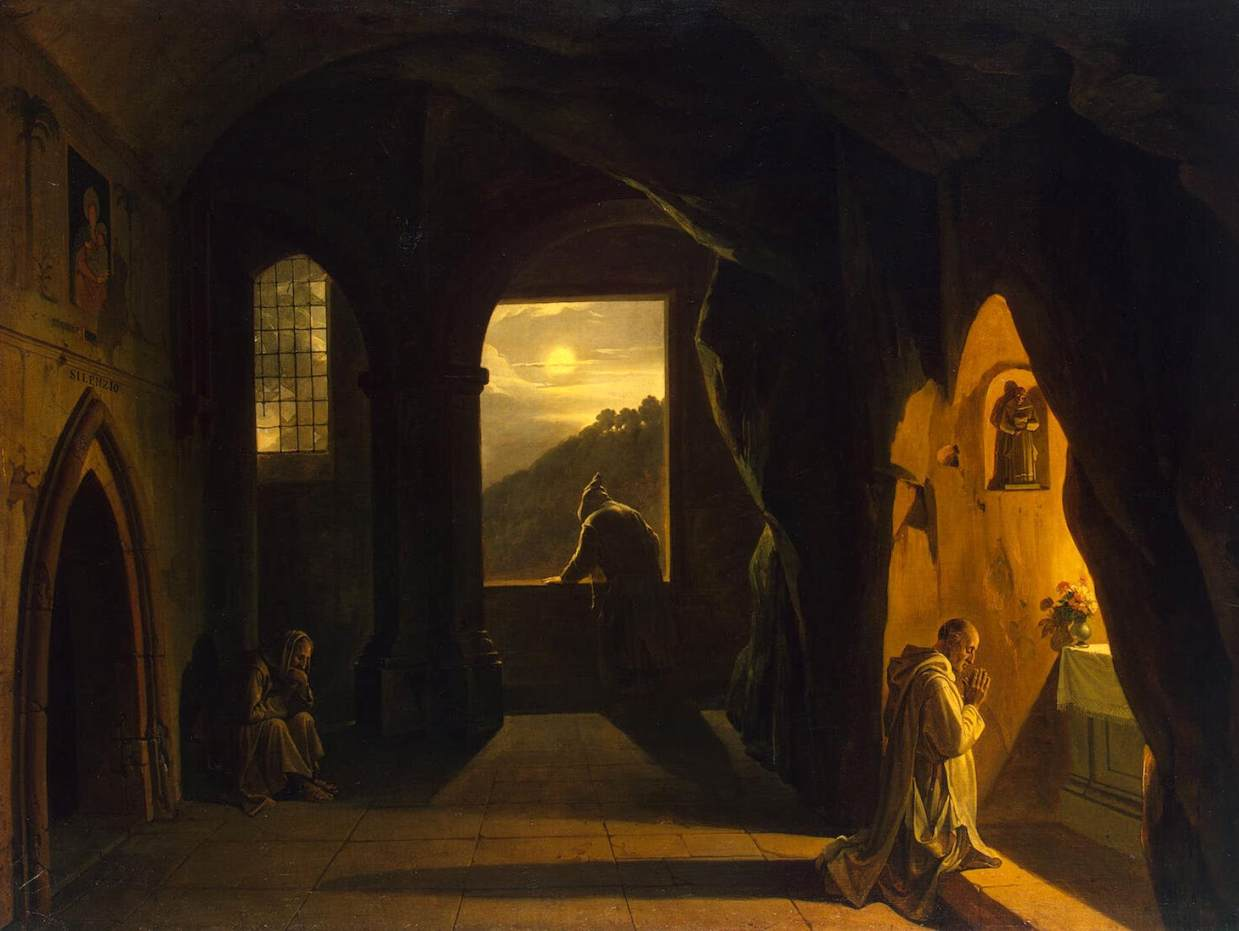
Mönche in der Höhle
Eremitage, Sankt Petersburg

1796 holte Forbin seinen Freund nach Paris und ermöglichte ihm, die flämischen und holländischen Meister im Louvre zu studieren. Dank Forbin konnte Granet auch 1798 im hochbegehrten Atelier von Jacques Louis David aufgenommen werden, bei dem er einen ausgeprägten Sinn für ausgewogene Komposition und Geschlossenheit der Zeichnung entwickelte. Dort blieb er für mehrere Monate und durchlief, wie viele Landschaftsmaler seiner Zeit, einen Prozess der Vereinfachung, der ihn von der Natur zum Modell führte. Granet entwickelte ein feines Gespür für Farben, die er zur Auflockerung des Bildaufbaus einsetzte. In Paris lernte Granet außerdem Jean-Auguste-Dominique Ingres kennen, dessen Stil ihn stark beeinflusste. Von 1799 bis 1801 erregte Granet einiges Aufsehen mit verschiedenen Kloster- und Kircheninterieurs, die im Kontrast zur antiklerikalen Stimmung der damaligen Zeit standen.

### Aufenthalt in Rom (1802–1824)

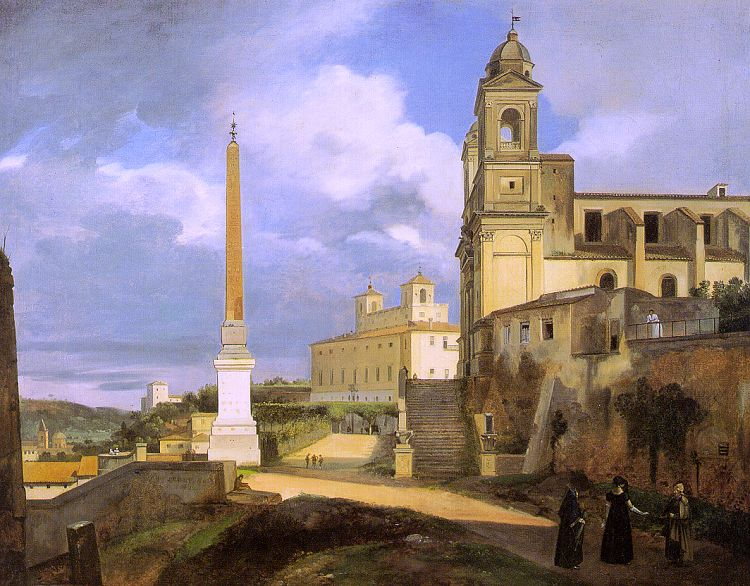
La Trinité-des-Monts et la Villa Médicis, à Rome (1808)
Louvre, Paris

1802 verließ Granet Paris und schiffte sich in Marseille zusammen mit Forbin nach Italien ein, wo er bis 1824 ansässig blieb. In Rom, das zu seiner zweiten Heimat wurde, schaffte er den endgültigen Durchbruch. Ab 1806 beschickte er den Pariser Salon mit Interieurs römischer Kirchen, Klöster und Ateliers, in die er gerne eine historische oder zeitgenössische Figurenstaffage einfügte (Sodoma im Hospital, Louvre). Granet schaffte es mit Unterstützung wichtiger Personen wie Kardinal Joseph Fesch und General Sextius Alexandre François de Miollis sich in Rom gesellschaftlich zu integrieren und wurde von Künstlern wie Ingres, Antonio Canova oder Vincenzo Camuccini geschätzt. In der Folgezeit unternahm er viele Reisen, die ihn nach Frankreich, in die Umgebung von Rom und nach Neapel (1811) führten. Ab 1813 war er Mitglied der römischen Lukasakademie und 1819 in der Ehrenlegion. 1822 malte er zeitweise in Assisi und kehrte wiederholt zu längeren Aufenthalten nach Rom zurück.

### Zwischen Paris und Versailles (1824–1847)
1824 kehrte er nach Paris zurück, wo er regelmäßig im Salon ausstellte und eine Museumslaufbahn begann. Zunächst als stellvertretender Konservator der Königlichen Museen (1824) und des Musée du Luxembourg (1825) ernannt, berief man ihn 1826 schließlich zum Konservator des Louvre. 1827 wurde er in Berlin Mitglied der Preußischen Akademie der Künste und 1830 mit Unterstützung von Ingres und David d’Angers Mitglied des Institut français. Von Louis-Philippe I. erhielt er einen prestigeträchtigen Auftrag über die Anfertigung von 24 Historien-Gemälden für die Sammlungen in Versailles und der königlichen Privatsammlung. Er siedelte nach Versailles über, übernahm dort 1830 die Leitung der Gemäldegalerie und war 1833 als Direktor des Musée historique angestellt. 1847 wurde er Mitglied der Académie royale des Sciences, des Lettres et des Beaux-Arts de Belgique.

### Die letzten Jahre (1848–1849)
Nach der Revolution von 1848/49 zog sich Granet auf seinem Landgut Malvalat bei Aix zurück, wo er das komplette Inventar seines Ateliers dem Musée Granet stiftete.

## Werk

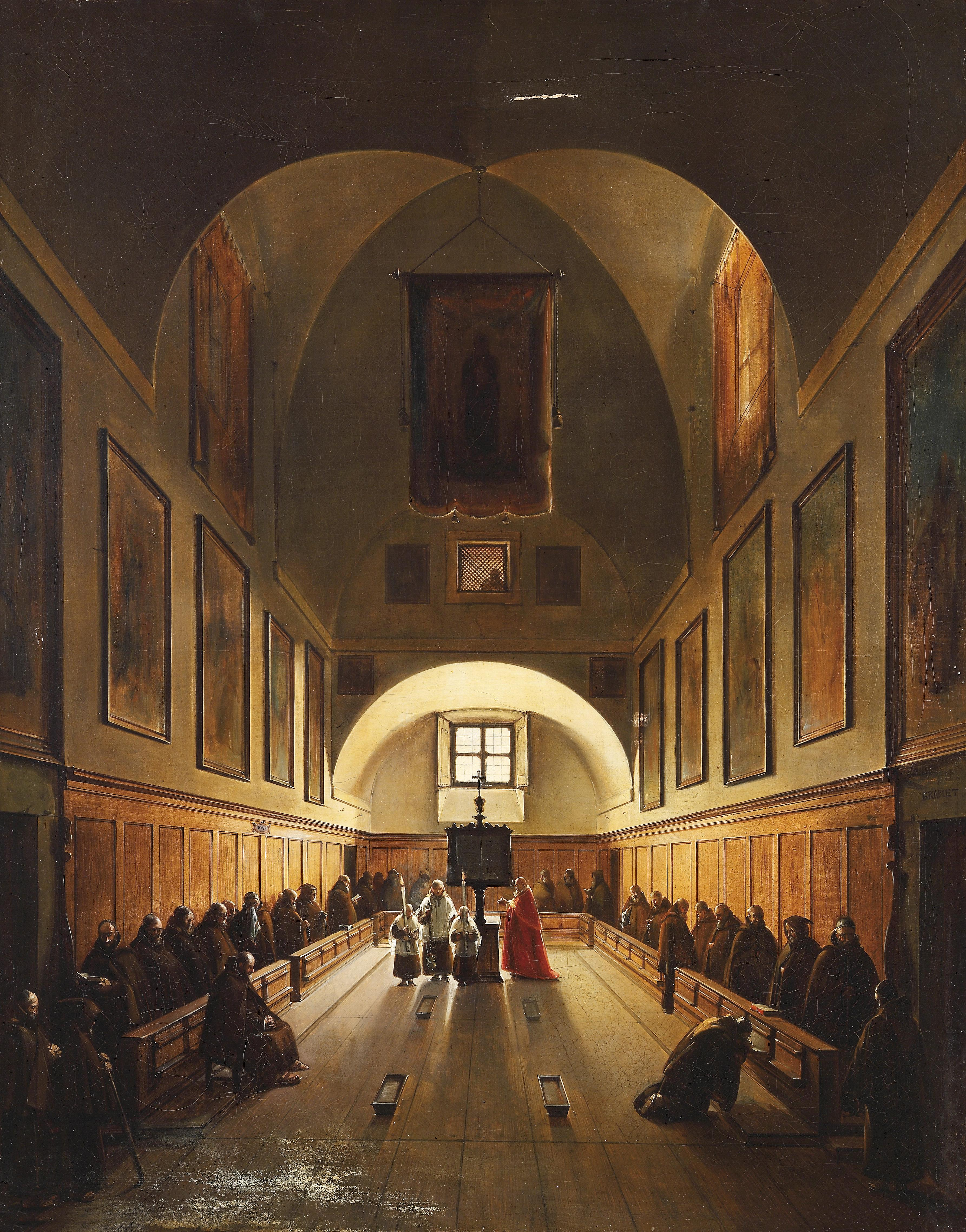
Chor der Kapuziner (1814)

Bekannt wurde Granet vor allem durch seine Historienmalerei in gotisierendem Stil und durch seine romantische Genremalerei. Seine romantischen Szenerien in sakraler Architektur machten ihn früh zum „Maler der Kapuziner“ bekannt. Seine stimmungsvollen Bilder mit stillen Kathedralen und der wiederentdeckten klösterlichen Spiritualität standen am Anfang einer neuartigen Malerei der Gefühle. Beispielhaft hierfür steht sein von der Kirche an der Piazza Barberini in Rom inspirierter Chor der Kapuziner (1814), den er 1819 im Pariser Salon ausstellte und ungefähr fünfzehnmal kopierte. Daneben fertigte er aber auch Landschaftsbilder aus der Umgebung von Rom an, die mit denen von Jean-Baptiste Camille Corot zu vergleichen sind. Zu den bekanntesten hierzu gehören wohl die Kirche von Subiaco (Musée Calvet, Avignon) oder die Kirche von Ognissanti (1807, Musée Granet, Aix-en-Provence). Die klare Komposition aus kubischen Elementen übte womöglich Einfluss auf das Werk von Paul Cézanne aus.

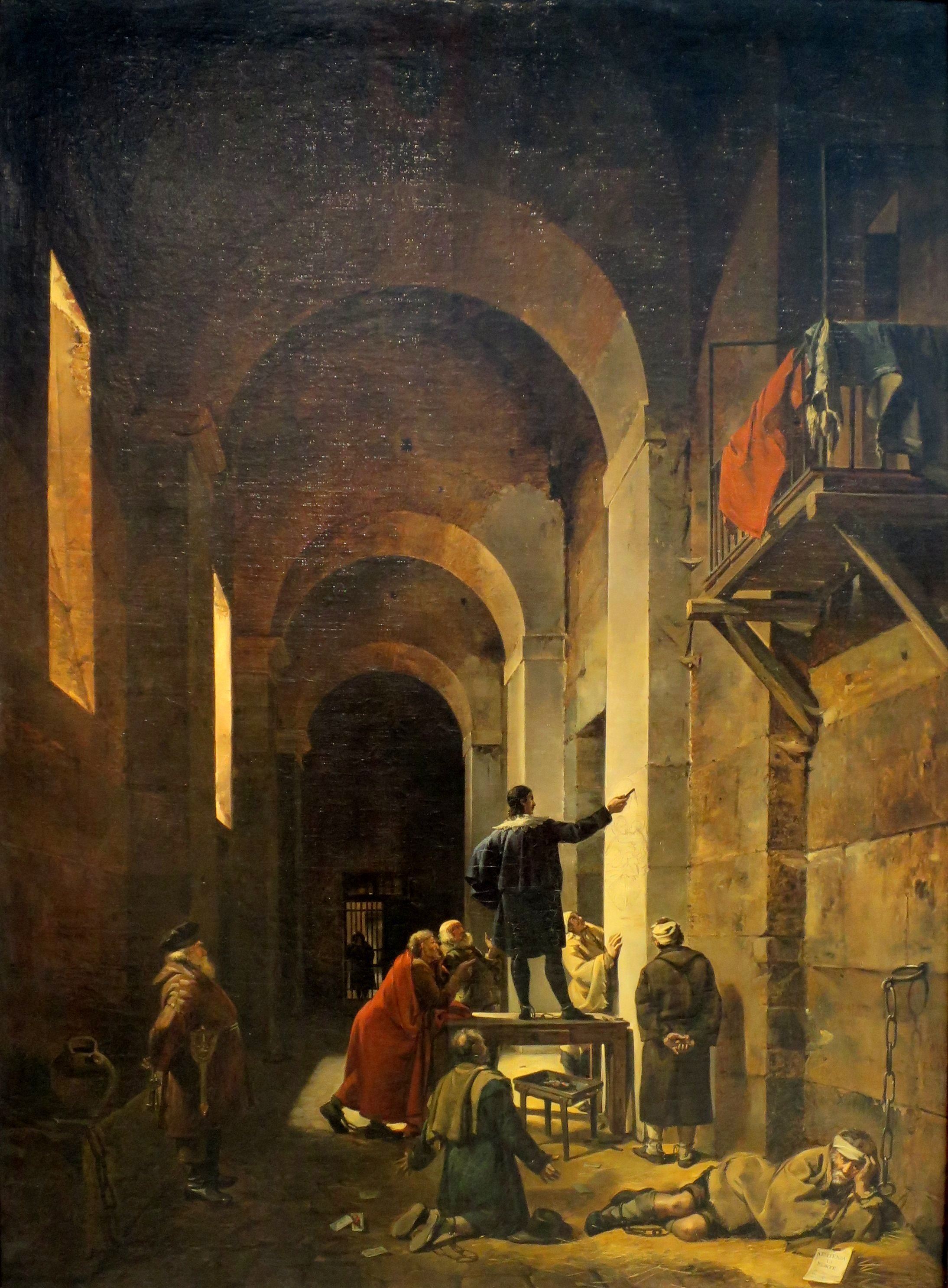
Stella im Gefängnis (1810)
Puschkin-Museum, Moskau

Granet selbst teilte seine Werke in „Intérieurs“ und „Ruinen“ ein. Häufig wählte er Klöster, feuchte Krypten oder Gefängnisse als Innenräume, die ihm als Kulissen für Geschichten berühmter Persönlichkeiten dienten, so etwa bei Der Maler Stella im Gefängnis (1810) oder Montaigne besucht Torquato Tasso im Gefängnis (1820). Kennzeichnend für diese Art von Bildern ist, dass sie von einer geheimnisvollen Stimmung durchdrungen werden und durch Licht-und-Schatten-Kontraste geprägt sind. Als „Ruinen“ bezeichnete Granet Werke mit ausschnitthaften Darstellungen Roms nach der Natur, die eine neuartige atmosphärische Darstellung beabsichtigten. Dabei fällt auf, dass er die instinktiv von Pierre-Henri de Valenciennes entwickelte abkürzende Darstellung bis zur Extreme steigerte. Granet führte in seiner Lichtmalerei die Technik der Überblendung ein, die zu einer neuen Wahrnehmung der Flächen führte und mit der er maßgeblichen Einfluss auf die Entwicklung des Klosterinterieurs und der Freilichtmalerei ausübte.

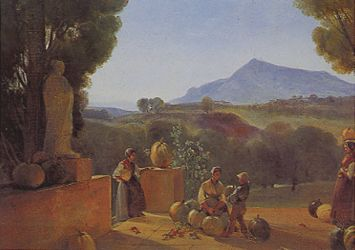
La Récolte des citrouilles à la Bastide de Malvalat (1796)
Musée Granet, Aix-en-Provence

Im Louvre ist Granet mit fünf Gemälden sowie 200 Zeichnungen und 130 Aquarellen vertreten. Bekanntheit erlangte er erst 1913 durch die Pariser Ausstellung David et ses Eleves, bei der ihm ein eigener Saal eingerichtet war und man seine Bedeutung als Luft- und Lichtmaler erkannte. Trotz seiner trüben und schweren Farben hatte er bereits einige Probleme des Impressionismus vorweggenommen.
Sein Nachlass ist im Musée Granet in Aix-en-Provence zu finden, das 1949 zu seinem 100. Todestag umbenannt wurde (eingeweiht 1838 unter dem Namen Musée d’Aix). Die Sammlung umfasst 600 Zeichnungen und Aquarelle, rund 200 kleinformatige Ölgemälde, sowie Briefe und Unterlagen und bildet den Kernbestand des Museums.

## Werke (Auswahl)

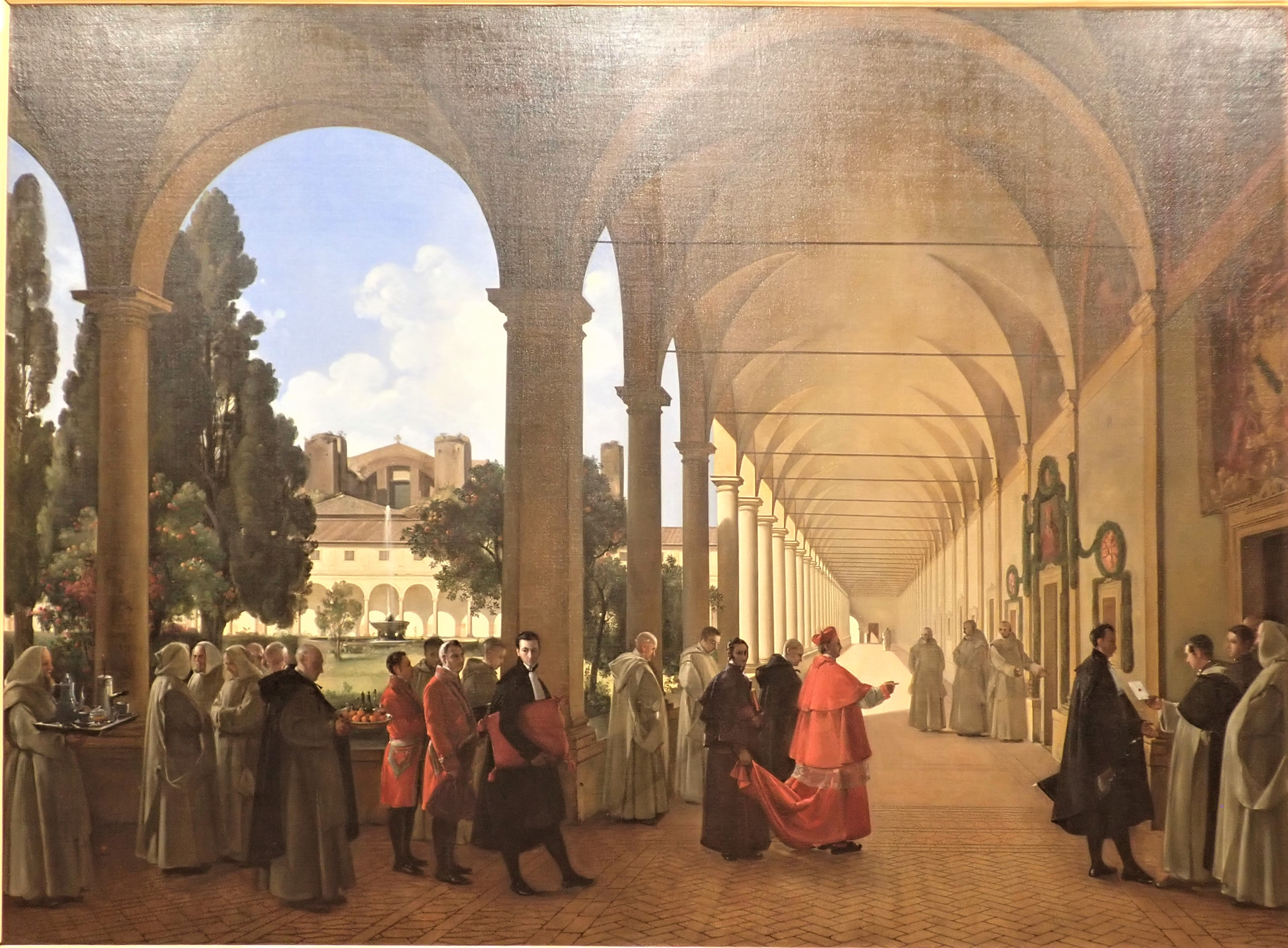
Kloster de Sainte-Marie-des-Anges, Gemälde von Granet (1849)

- Aix-en-Provence, Musée Granet

Selbstporträt (1797)
Empfang der Kardinäle in der Villa Aldobrandini in Frascati (1822)
Tod Poussins (1833)
Schule der Nonnen (um 1837)
Christen bergen den Leichnam eines Märtyrers am Abend während der Christenverfolgungen in Rom (1846)
Nostradamus, Arzt und Astrologe Karls IX. (1846)
Der Kreuzgang der Église du Christ Rédempteur in Aix (1847)
Das Kloster de Sainte-Marie-des-Anges (1849)
- Angers, Musée Turpin de Crissé

Chor der Kapuziner (1818)
- Dreux, Musée d’art et d’histoire

Inneres der Kirche von Subiaco (1818)
- Fontainebleau, Musee National du Château

Der heilige Ludwig befreit die französischen Gefangenen in Damiette (1831)
- Frascati

Der Maler Domenichino wird von Kardinal Aldobrandini in Frascati empfangen (1822)
- München, Neue Pinakothek

Savonarola in seiner Zelle (1830)
- New York, Museum of Modern Art

Der Chor der Kapuziner an der Piazza Barberini in Rom (1815)
- Paris, Louvre

Vedute der Trinità dei Monti und Villa Medici (1808)
Inneres der Unterkirche von Assisi (1823)
- Paris, Petit Palais

Königin Bianca von Kastilien befreit die Gefangenen (1821)
- St. Petersburg, Ermitage

Chor der Kapuziner (1818)
Das Mönchskapitel (1833)
- Versailles, Château

Begräbnisfeier für die Opfer des Fieschi-Attentats (1839)
Gottfried von Bouillon hängt am Heiligen Grab die Trophäen von Askalon auf (1839)